# Histoire sainte

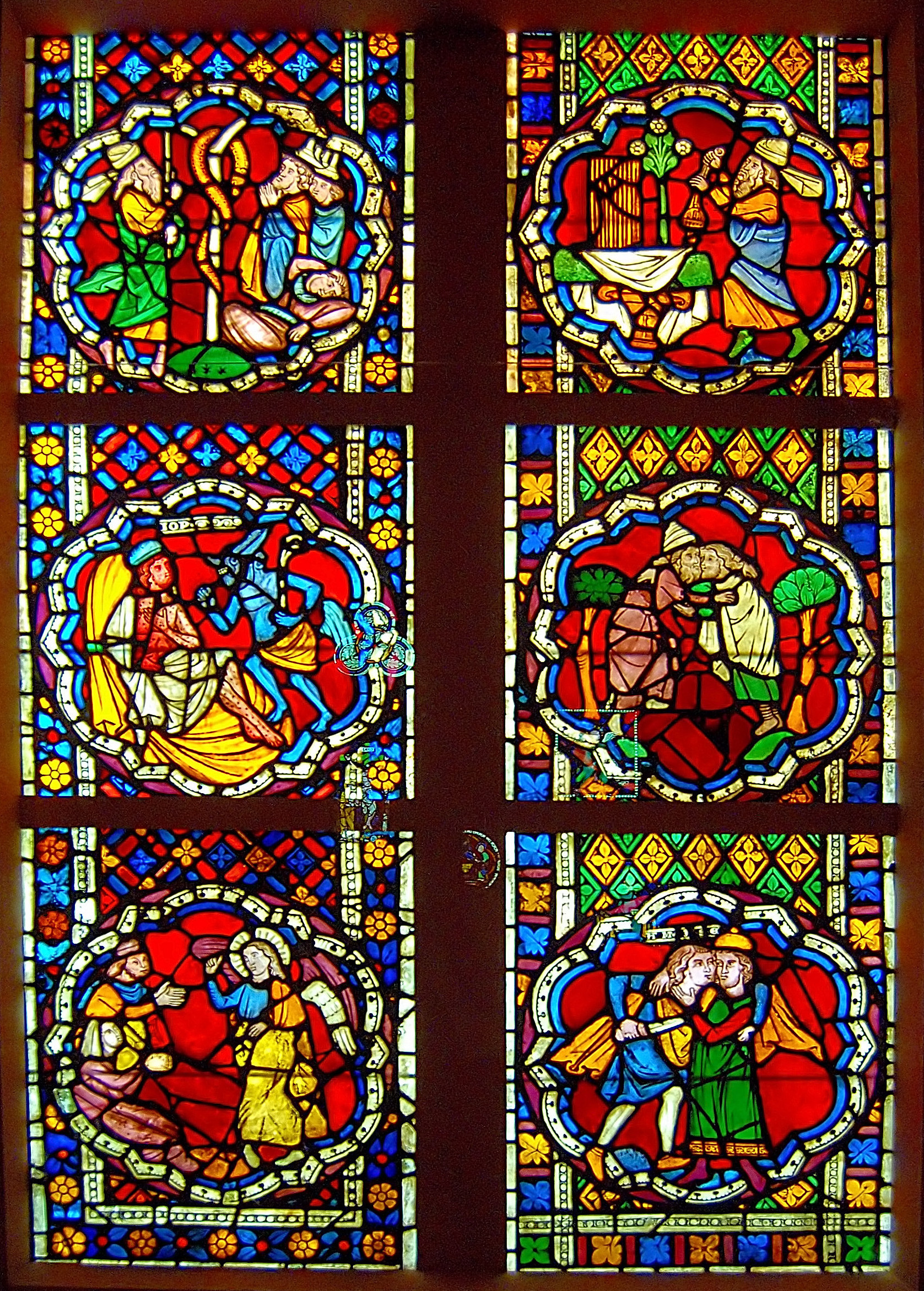
Scènes de l'Ancien Testament.

L'histoire sainte a été pendant de longs siècles le patrimoine commun de la chrétienté et la source presque unique de ses connaissances sur l'histoire ancienne. Sous ce nom on désignait l'ensemble des faits racontés dans la Bible, et particulièrement l'histoire du peuple d'Israël. Les héros de cette histoire, tirés de l'Ancien et du Nouveau Testament ensemble ont peuplé l'imagination populaire et enrichi les cathédrales de motifs légendaires. Pour chacun du plus riche au plus pauvre ses légendes, ses récits, ses drames, ses mythes, ses leçons de morale et de religion se mêlaient aux premiers souvenirs d'enfance et restaient gravés dans l'esprit avec un relief que l'âge n'effaçait pas. Entretenus et ravivés sans cesse dans les vitraux et sur les porches de nos cathédrales, dans le langage et les expressions courantes, l'histoire légendaire du peuple juif ainsi que les miracles du Messie ont pénétré tous les niveaux des sociétés d'occident.
On peut dire que les grands de ce monde Charlemagne, Philippe-Auguste et saint Louis étaient bien moins présents et bien moins familiers à l'imagination populaire que Jacob, Moïse et David. Le passage de la mer Rouge ou la chute des murs de Jéricho et la décapitation de Goliath surpassaient en prestige les plus grands faits de l'histoire de France. Si bien que « celui qui ignorerait totalement le trésor des légendes sacrées de l'Ancien Testament se condamnerait à ne rien comprendre des écrits et des monuments de quinze siècles de notre histoire » conclut l'Institut français de l'éducation. Parce que l'histoire sainte, tirée de la Bible est destinée à faire œuvre de pédagogie religieuse auprès du peuple et dans l'enseignement des enfants, elle est le plus souvent abondamment illustrée.

## L'objet et l'enseignement de l'histoire sainte

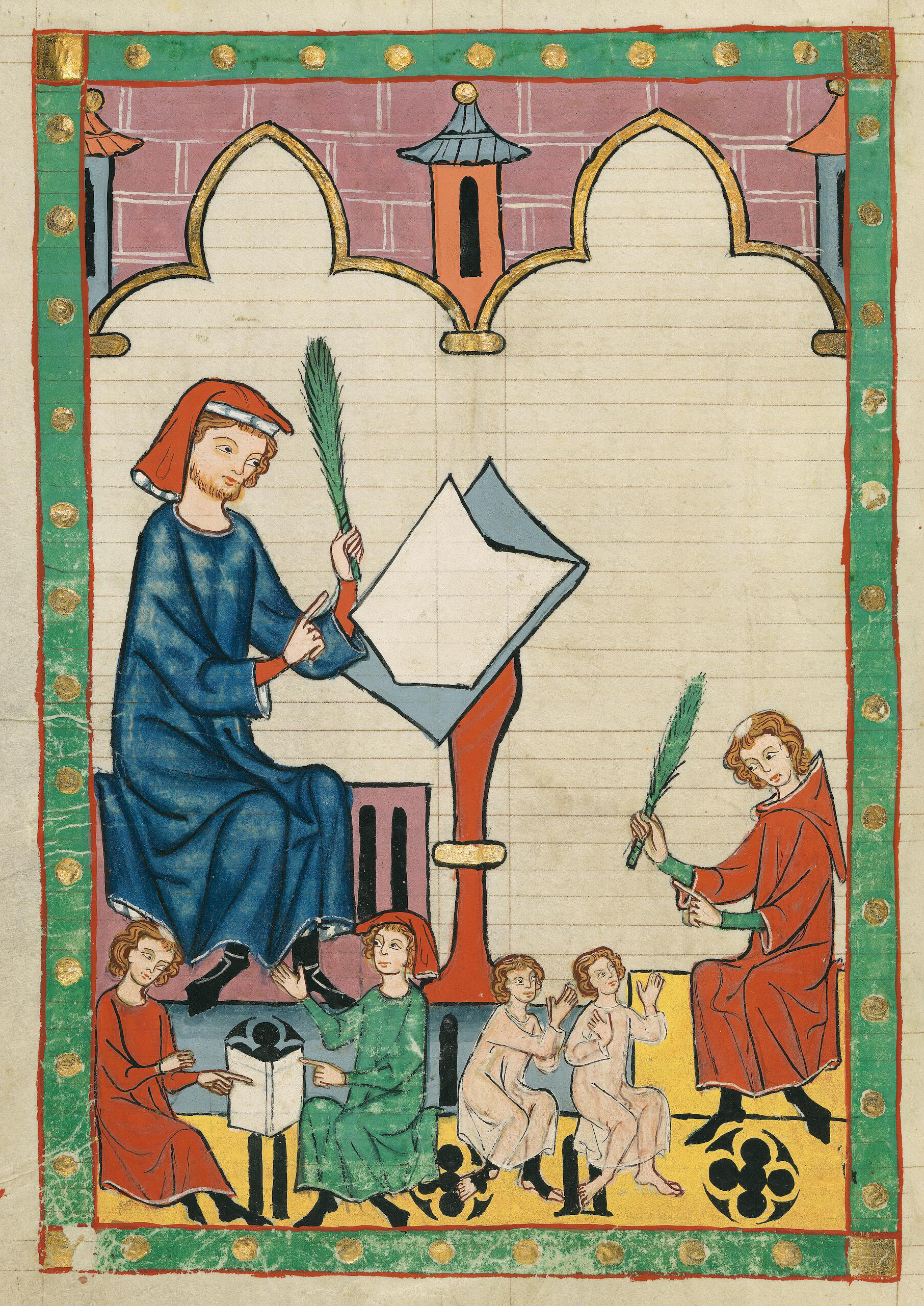
Codex Manesse.

### L'objet
Un livre d'histoire sainte renferme un exposé complet des récits de la Bible, disposé dans un ordre à la fois historique et méthodique qui vise à offrir au plus grand nombre un peu de la « Doctrine sacrée ». Elle est partagée en règle générale en huit périodes : celles d'Adam, de Noé, d'Abraham, de Moïse, de Salomon, de Cyrus, l'Évangile et l'Église. Dans la VII période la vie de Jésus Christ est largement exposée ainsi que les circonstances de son enseignement. Toutes les principales prophéties ayant été interprétées comme annonçant la naissance du Messie sont données à leur place chronologique. À noter que ces livres n'ont aucune prétention théologique profonde.

### Les formes d'exposition

#### L'art sacré
Au Moyen Âge la diffusion de la doctrine sacrée appartient exclusivement aux prêches ainsi qu'à l'art sacré des édifices religieux ,églises et monastères ; art sacré qui,avec la construction des cathédrales au XIIIe siècle  prend une extension considérable . Déjà l'art roman avait décoré les chapiteaux dans les cryptes, les cloîtres et les églises à la fin du XIe siècle, la « bible historiée » avait pris place sur la façade des églises, à la manière des antiques arcs de triomphe. La sculpture devient « monumentale ».
Elle a une vertu pédagogique, celle d'enseigner la vie des apôtres et des saints, d'illustrer des passages de l'Ancien Testament. Elle s'inspire à l'origine des bas-reliefs et des chapiteaux romains, mais surtout des images placées dans les manuscrits enluminés et sur les objets d'orfèvrerie.
« Dans l'esprit de ces bâtisseurs l'Ancien Testament n'a de sens que par rapport au Nouveau, et la Synagogue, qui s'obstine à l'expliquer en lui-même , est représentée comme une femme portant un bandeau sur les yeux ». Les décorations racontaient la réalité des faits historiques mais aussi un sens allégorique qui dans l'Ancien Testament laissait transparaître le Nouveau et la figure du Christ. On pouvait aussi y lire une vérité morale ainsi que les mystères de la vie future et de la béatitude selon ce que les « Docteurs de l'Église » définirent comme les « Quatre sens de l'Écriture ».

#### L'enseignement par la parole jusqu'à la Révolution
Sous l’Ancien Régime, l’Église occupe une situation de quasi-monopole dans le domaine de l’instruction. Elle finance, dirige les écoles, confortée par les différents Conciles. Jusqu'à la Révolution, le maître reste essentiellement l’auxiliaire du curé car il doit, avant toute chose, former de bons chrétiens. L’enseignement, mal fait, mal réparti sur le territoire, privilégie essentiellement les garçons et délaisse les filles

#### L’histoire sainte par l'écrit à l’école primaire (1833-1882)
« Dans les pays où l'école est restée confessionnelle, l'histoire sainte figure au programme à titre obligatoire, étroitement liée à l'instruction religieuse. Il en fut ainsi chez nous sous le régime des lois de 1833 et de 1850 : les règlements-types de 'école primaire (1851) et des écoles maternelles (1855) prévoyaient « des questions et des réflexions appropriées aux récits de l'histoire sainte», et c'était encore une des matières de l'examen du brevet d'après le règlement de 1866. Dans l'enseignement primaire l’histoire sainte a été, pour les instituteurs et pour leurs élèves, la première et souvent la seule forme de fréquentation du passé qu’ils aient connue jusqu’en 1867, et parfois au-delà (alors que l’enseignement historique dispensé aux élèves des lycées ou collèges, s’il a compris l’histoire sainte jusqu’en 1880, ne se limitait pas à elle). La loi du 28 mars 1882 a naturellement supprimé l'histoire sainte, en faisant rentrer l'histoire des Juifs dans le cadre de l'histoire ancienne ».

## Les principaux événements de l'histoire sainte

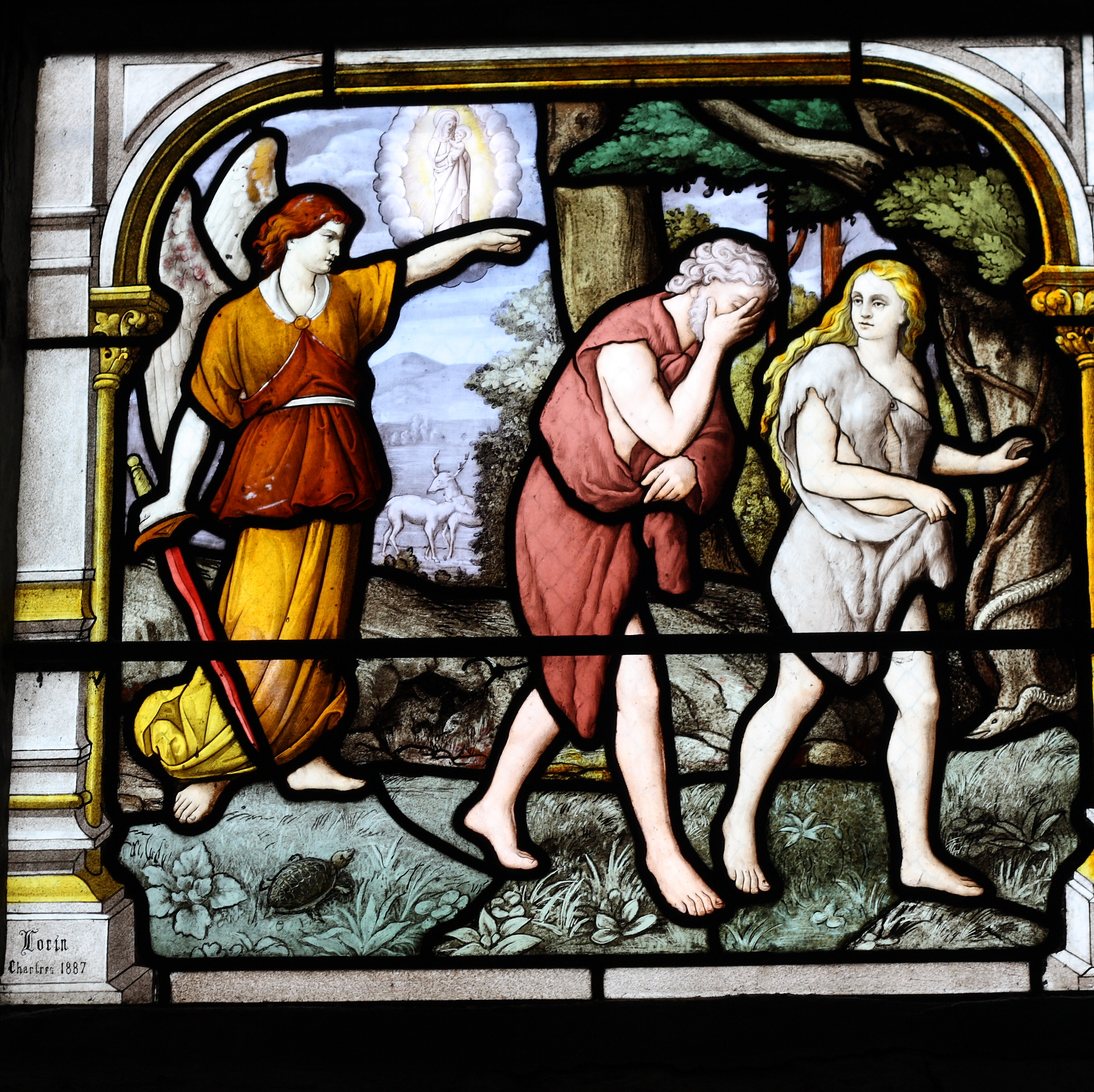
Chartres Saint-Aignan, 811.

De la Bible, l'histoire sainte illustrée retient le plus souvent les événements suivants :

### Le Commencement
La Bible, mot qui signifie "livre" en grec, évoque dans la partie appelée Genèse la création du monde et de l'humanité. Alors que tous les peuples de l'Antiquité sont polythéistes, c'est-à-dire croient en plusieurs dieux (à l'image des égyptiens, des grecs et des romains), le peuple hébreu (qui va rédiger la Bible à partir du dixième siècle avant Jésus-Christ), explique la création et l'organisation du monde par un Dieu unique :
« Au commencement, Dieu créa le ciel et la terre. Dieu dit: "Que la lumières soit", et la lumière fut. Dieu appela lumière "jour" et les ténèbres "nuit". Il y eut un soir, il y eut un matin: premier jour » (Genèse 1,3-5).
« Dieu créa l'homme à son image, à l'image de Dieu il le créa, homme et femme il les créa » (Genèse 1,27).
« Dieu acheva le travail qu'il avait fait. Et il se reposa le septième jour » (Genèse 2,2).
D'autres récits légendaires suivent, la plupart du temps sous la forme de paraboles, c'est-à-dire d'histoires ayant un sens plus profond à découvrir. La Bible évoque ainsi plusieurs évènements extraordinaires comme l'épisode où après avoir désobéi, Adam et Ève le premier couple est chassé du paradis, le Déluge et l'arche de Noé ou encore la tour de Babel.
- Le Paradis Adam Éve et le serpent la désobéissance, la malédiction du travail.
- Le premier crime qui est un fratricide avec Abel et Caïn
- Les patriarches atteignent des âges plus que canoniques Adam, 930 ans; Mathusalem, 969 ans; Noé, 950 ans

### Du déluge à la vocation d'Abraham

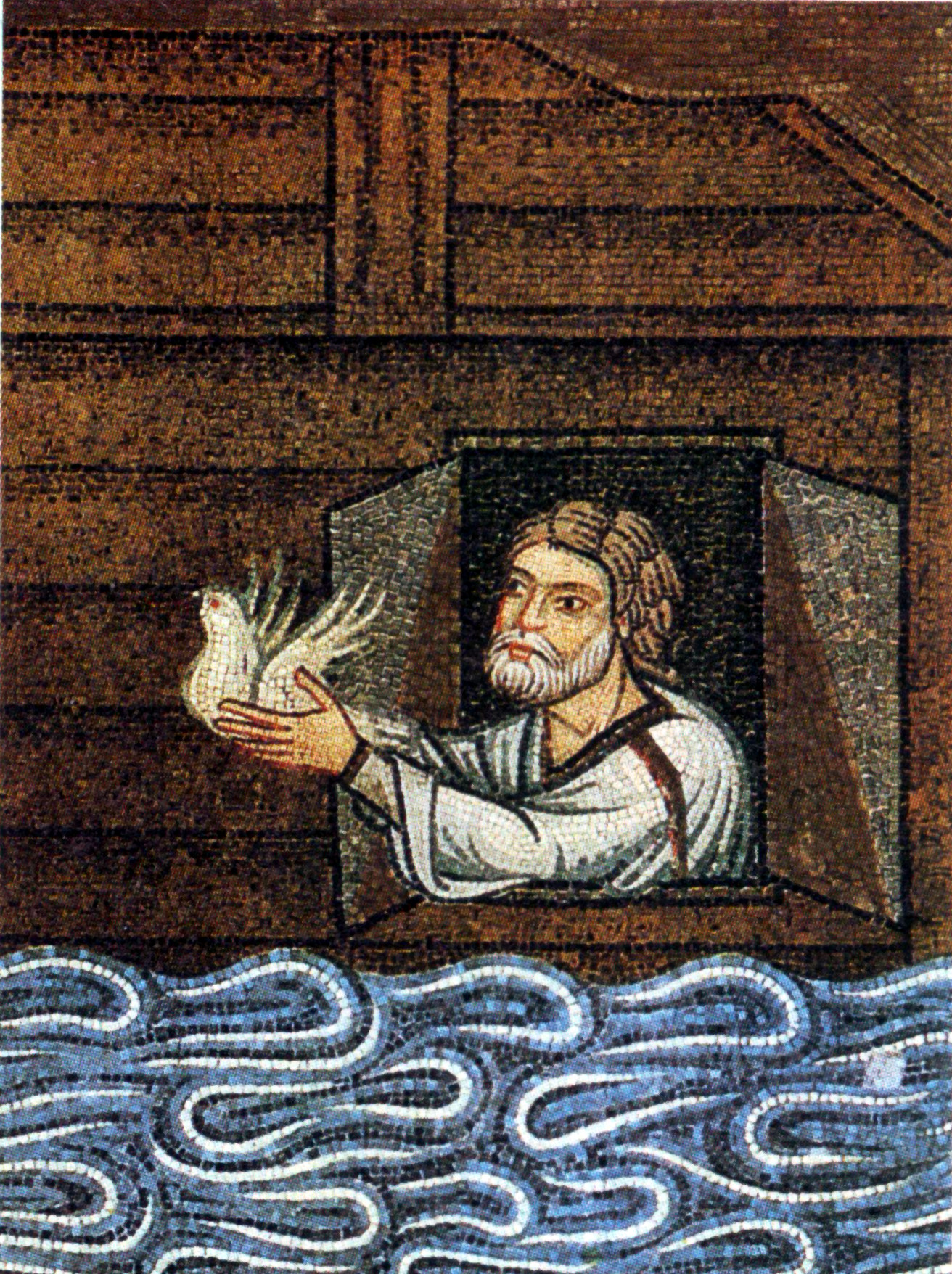
Noë envoie une colombe.

Le prophète Abraham est l'ancêtre du peuple hébreu. Selon le « Livre des livres », vingt siècles avant Jésus-Christ, Dieu se révèle à Abraham et lui fixe sa vocation :
« L'Éternel dit à Abraham : Quitte ton pays, ta parenté et la maison de ton père, pour le pays que je te montrerai. Je ferai de toi un grand peuple, je te bénirai ; je rendrai ton nom grand, et tu seras une source de bénédiction. Je bénirai ceux qui te béniront, et je maudirai ceux qui te maudiront; par toi seront bénies toutes les familles de la terre » (Genèse 12,1-3).
Abraham part d'« Ur en Chaldée » (ville que l'on situerait aujourd'hui dans le golfe persique, précisément dans le Koweït actuel), il traverse la Mésopotamie pour s'établir à Harran (dans l'Irak d'aujourd'hui) et arrive finalement avec son clan au pays de Canaan, près du fleuve Jourdain.
Toujours selon la Bible, lorsque Abraham atteint quatre-vingt-dix-neuf ans Dieu se révèle à lui et déclare:

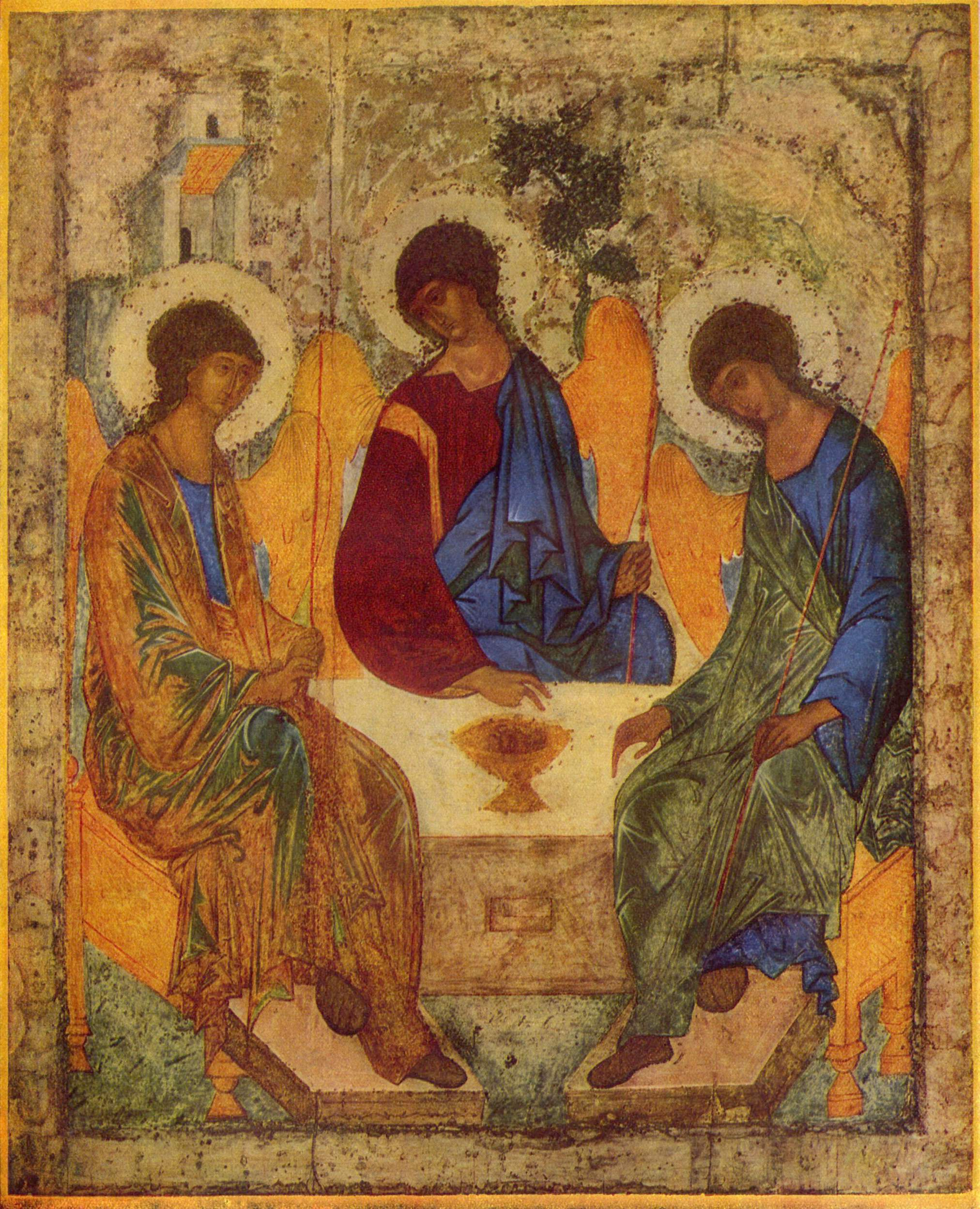
Les trois visiteurs.

« Voici mon alliance avec toi: tu deviendras père d'une multitude de peuples. Et l'on ne t'appellera plus Abram, mais ton nom sera Abraham, car je te fais père d'une multitude de peuples » (Genèse 17,4-5). Par cette alliance avec Dieu, Abraham le père de tous les croyants, devient un prophète, reconnu dans les trois religions monothéistes, c'est-à-dire un homme qui parle au nom de Dieu.

### Les Dix commandements
Au cours du deuxième millénaire avant Jésus-Christ, une partie des descendants d'Abraham s'installe en Égypte. Jacob, l'un de ses petits-enfants a douze fils. Parmi eux Joseph, devient le premier ministre du pharaon et sauve sa famille d'une terrible famine qui dure sept ans. Jacob, dont Dieu a changé le nom en Israël (nom qui signifie: homme fort en Dieu), s'installe avec tout son clan en Égypte grâce à la protection de Joseph.
Les siècles passent et le clan des hébreux devient un peuple, mais ce peuple est réduit en esclavage par les égyptiens. Selon la Bible, vers le treizième siècle avant Jésus-Christ le pharaon ordonne de jeter au Nil tous les bébés hébreux de sexe masculin. L'un d'eux - Moïse - est sauvé par la fille du pharaon et élevé comme un prince d'Égypte.
Vers l'âge de quarante ans Dieu se révèle à Moïse et lui demande de guider les hébreux vers la Terre promise, le pays de Canaan :
« J'ai vu la misère de mon peuple en Égypte. Je suis résolu à le délivrer, à le faire sortir de ce pays et à le conduire dans une contrée vaste où coulent le lait et le miel. Maintenant, va, je t'envoie auprès du pharaon, pour faire sortir d'Égypte mon peuple. Je serai avec toi. Ma force sera en toi. Tu sauras ainsi que ta mission vient de Moi » (Exode 3,7-12).
Après de nombreuses péripéties les hébreux, sous la conduite de Moïse, traversent à pied sec la Mer Rouge et quittent l'Égypte.
Sur le mont Sinaï, le prophète Moïse reçoit de Dieu les Tables de la Loi sur lesquelles sont gravés Dix Commandements que le peuple doit observer.
Sous la conduite de Moïse les hébreux errent quarante années dans le désert en transportant dans un coffre spécial, l'Arche d'Alliance, les Tables de la Loi données par Dieu.
Le prophète Moïse meurt avant d'entrer en Terre promise. C'est son successeur, Josué, qui fait entrer le peuple dans le pays de Canaan, là où Abraham et son clan avaient jadis habité.

### Le royaume d'Israël

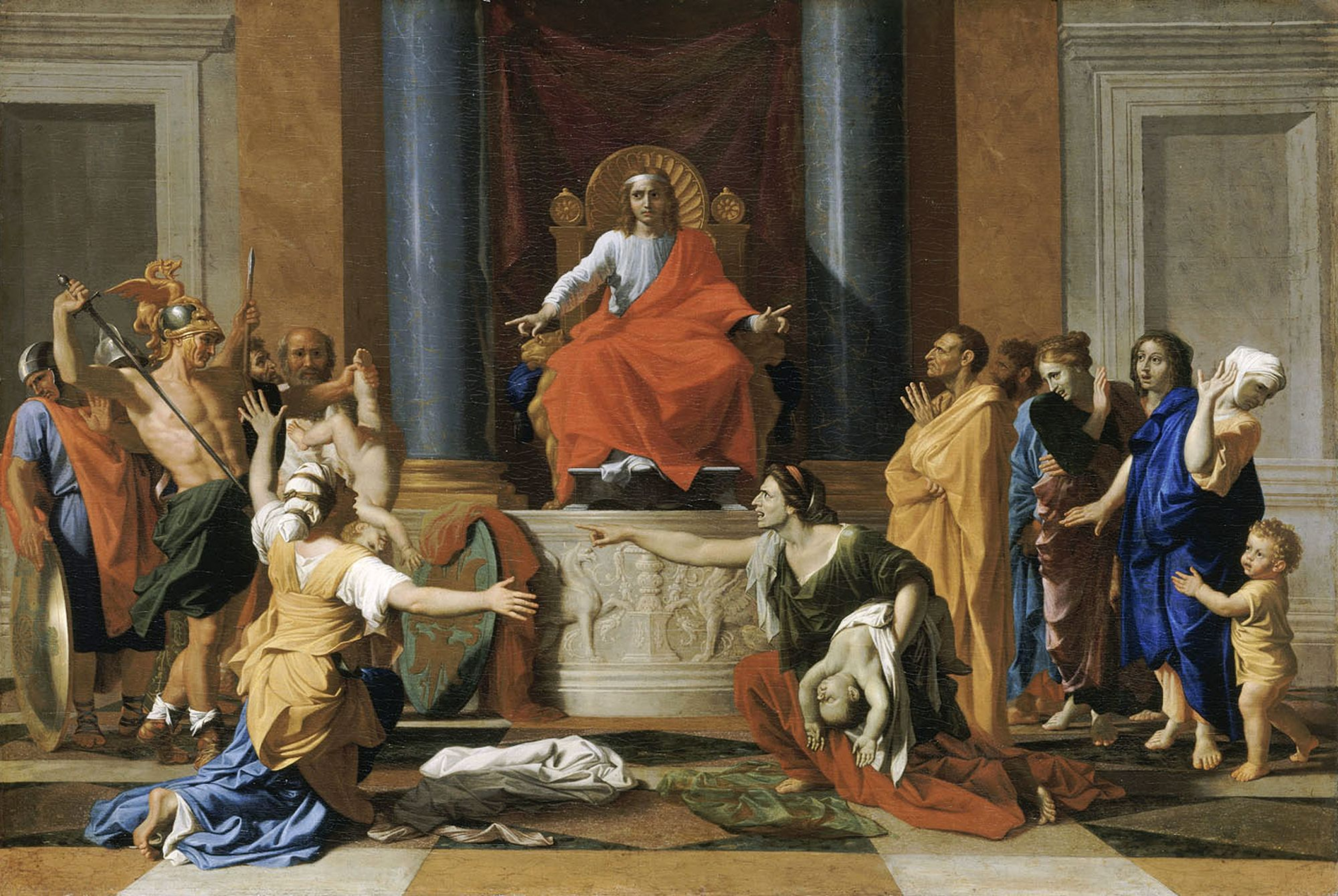
Le Jugement de Salomon, Nicolas Poussin, 1649. Le roi Salomon a reçu de Dieu le don de sagesse.

Vers 1000 avant Jésus-Christ, après de nombreuses années de guerre, les hébreux ont conquis le pays de Canaan. Menés par David, un jeune berger qui a terrassé le géant Goliath, ils créent le royaume d'Israël et Jérusalem devient leur capitale. David règne comme roi pendant quarante années sur Israël. Le royaume prospère.
« Alors toutes les tribus d'Israël vinrent auprès de David à Hébron. "Dieu t'a dit: c'est toi qui deviendras chef sur Israël. Et ils oignirent David comme roi d'Israël » (2 Samuel 5,1-3).
Salomon, fils de David, règne après son père. Célèbre pour sa sagesse et ses richesses, ses amours avec la reine de Saba, le roi Salomon fait bâtir un magnifique Temple à Jérusalem.
« Salomon aménagea un sanctuaire à l'intérieur du Temple et le revêtit d'or fin. Alors les prêtres introduisirent l'Arche d'Alliance. Il n'y avait rien dans l'Arche, sauf les deux Tables de pierre que Moïse y déposa à l'Horeb, les Tables de l'alliance que Dieu avait conclue avec les hébreux à leur sortie de la terre d'Egypte » (Rois 8,6-9).

### La division en deux royaumes
À la mort de Salomon le royaume se divise, Israël se sépare en deux. Cela se passe lors de l'assemblée de Sichem en 930 avant Jésus-Christ.
Leurs puissants voisins profitent de cette division pour les envahir. Les Assyriens, en 721 mettent fin au royaume du Nord. Les Babyloniens, en 587 prennent Jérusalem.
- « Le roi de Babylone, Nabuchodonosor, tua les jeunes guerriers par le glaive. Il emporta à Babylone tous les objets et tous les trésors de la maison de Dieu. On brûla la maison de Dieu, on abattit les murailles de Jérusalem, on incendia tous les palais de la ville. Puis Nabuchodonosor déporta à Babylone tous ceux qui avaient échappé à l'épée ; ils durent le servir » (2 Chroniques 36,17-19).

On appelle diaspora la dispersion des hébreux hors d'Israël.
En 539 avant Jésus-Christ Cyrus, roi des Perses (l'Iran actuel) prend Babylone (Irak d'aujourd'hui) et libère l'année suivante les déportés hébreux qui retournent en Palestine.
Plus tard leurs descendants subissent la domination grecque dès les conquêtes d'Alexandre le Grand, vers 333 avant Jésus-Christ. D'autres envahisseurs imposent ensuite leur joug aux hébreux, ce qui nous amène à la période romaine à partir de 63 avant Jésus-Christ. Les légions du général Pompée prennent Jérusalem et la Palestine devient alors une province de l'empire des grands Césars de Rome.

### Le Messie
À la différence de nombreux peuples persécutés, les hébreux ont continué d'exister grâce à leur culture et à leur Foi, un peu comme les tibétains d'aujourd'hui. Leur force et leur unité est avant tout religieuse, elle provient des prophètes, ces hommes parlant au nom de Dieu et apparus durant toutes les périodes cruciales de leur histoire. Ils ont su ranimer le courage du peuple et son espérance, en particulier à travers l'annonce d'un grand libérateur appelé le Messie.
C'est dans ce contexte d'attente messianique que la venue de Jésus s'est accomplie. Mais comme il l'a déclaré au procurateur romain Ponce-Pilate lors de son jugement: "Mon royaume n'est pas de ce monde" (Jean 18,36). La royauté de Jésus, descendant du roi David, est spirituelle. Elle n'appartient pas à l'espace et au temps, mais à l'éternité. Surtout, elle ne se découvre qu'à travers l'amour et le dépassement de soi. Elle est aussi universelle, car la mission du Fils de Dieu concerne toute l'humanité. Il donne sa vie pour tous les hommes, pour tous les peuples.
Sa résurrection d'entre les morts le matin de Pâques est le signe de sa divinité. Elle est aussi le gage de la vie éternelle promise à tous ceux qui mettent en pratique son Evangile.

### Le temps de l'Église
L'Église, c'est-à-dire l'assemblée de ceux et celles qui continuent l'œuvre de Jésus-Christ a démarré avec la génération des Apôtres. Ces douze hommes institués par le Fils de Dieu pour aller baptiser toutes les nations et proclamer la bonne nouvelle de l'Evangile ont fondé de multiples communautés de croyants.

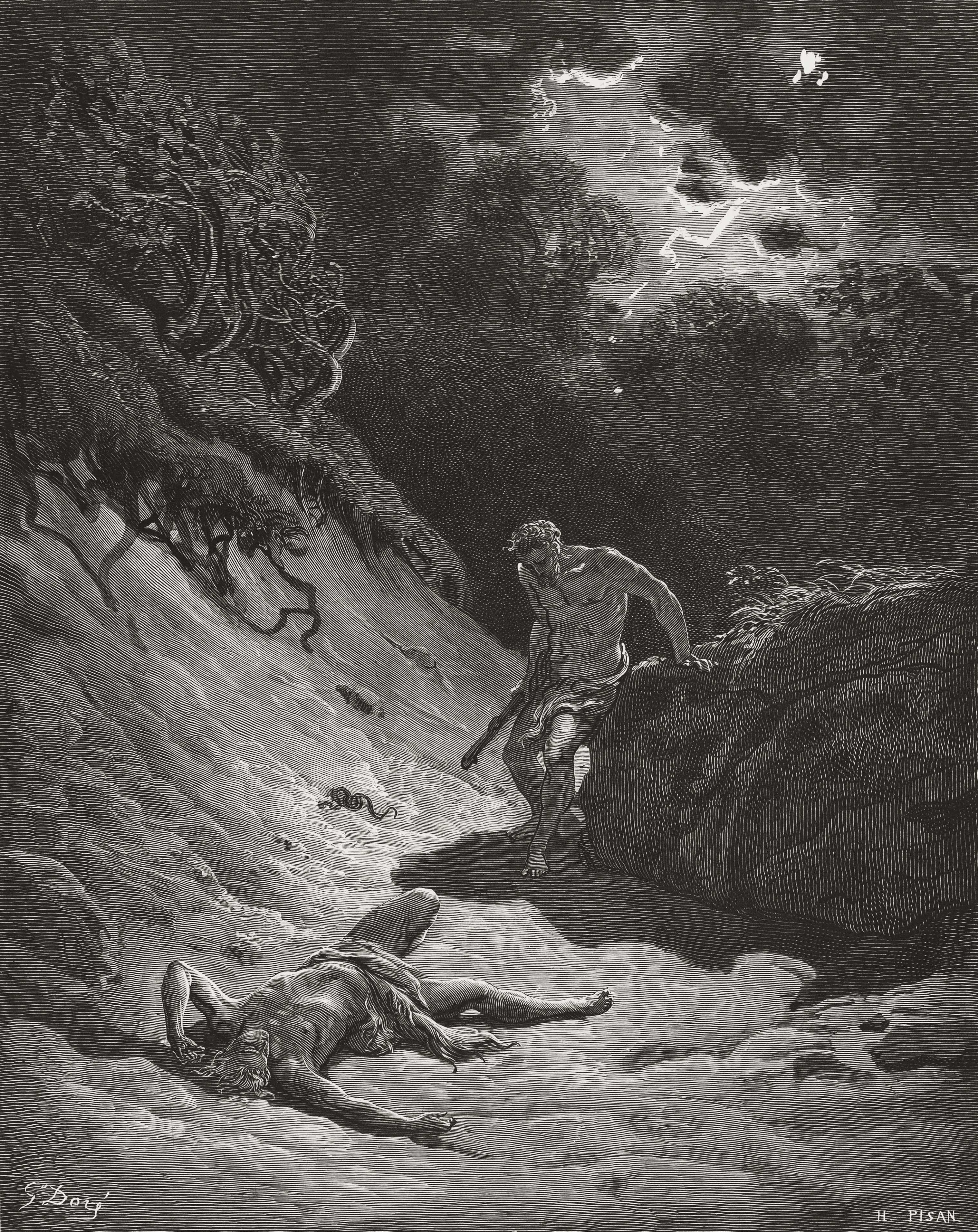
La mort d'Abel. Gravure de Gustave Doré.
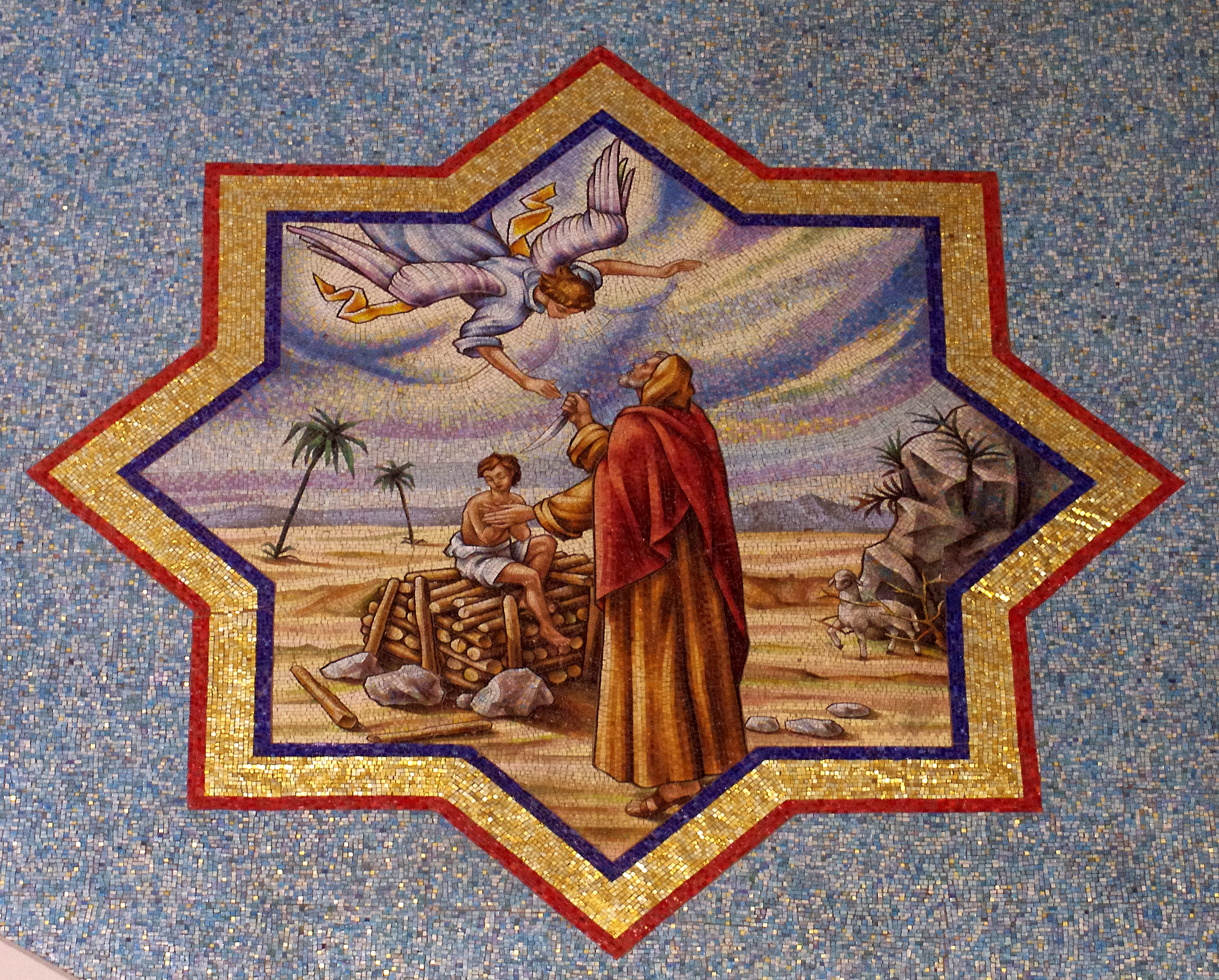
Saint Mary Magdalene Church (Columbus, Ohio) - mosaic, Abraham sacrifice Isaac.
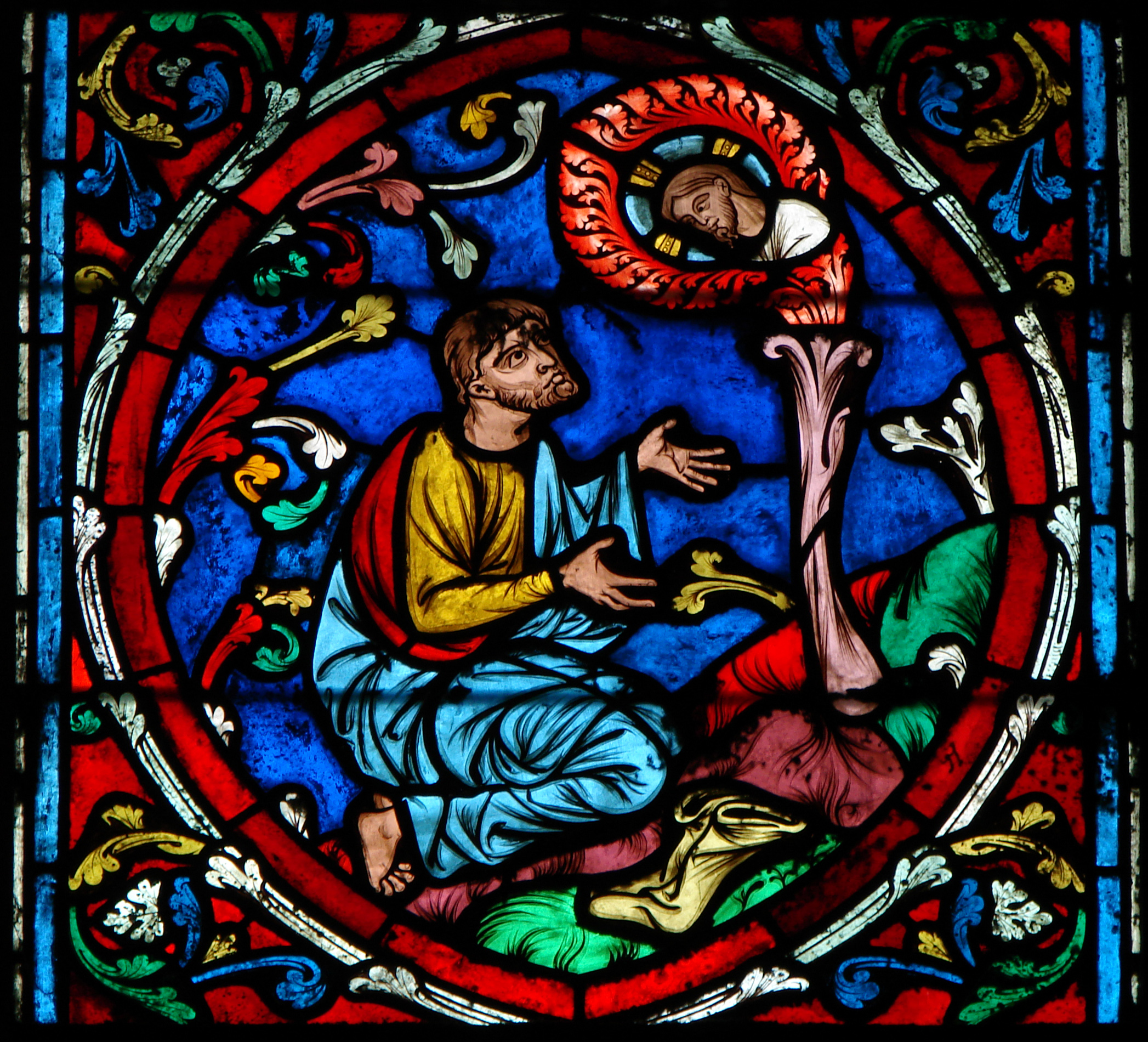
Vitrail Arbre de Jessé Notre-Dame de Paris.
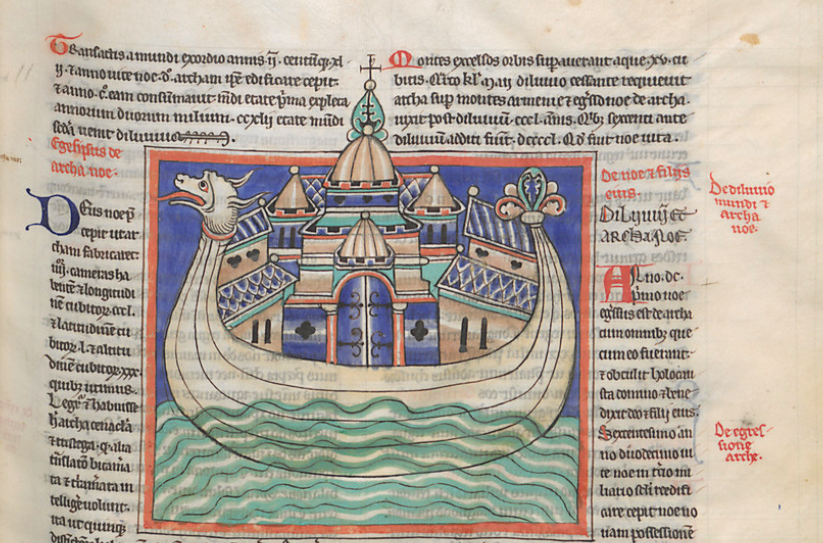
L'Arche de Noé, enluminure du Liber floridus (v. 1260). BNF, folio 45.
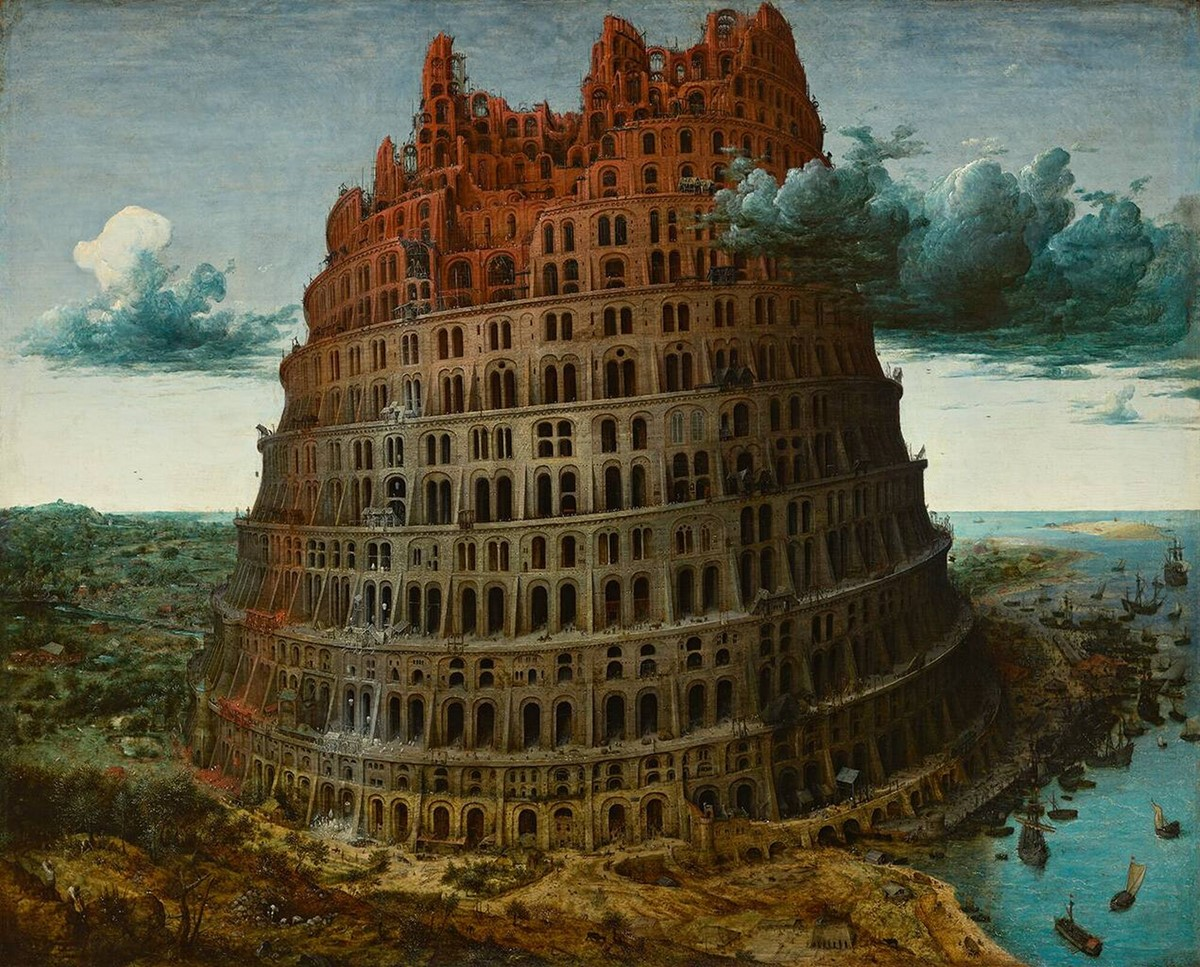
La Tour de Babel par Pieter Brueghel l'Ancien.